# Râul Lozna, Rusca
Râul Lozna este un curs de apă, afluent al râului Rusca. Se formează la confluența a două brațe Lozna Mare și Lozna Mică

## Hărți
- Harta Munții Poiana Rusca  Arhivat în 12 martie 2010, la Wayback Machine.
- Harta Județului Caraș-Severin